# Bedminster
Bedminster är en stadsdel i Bristol i England. Stadsdelen hade 12 916 invånare år 2021. Bedminster var en civil parish fram till 1896 när blev den en del av South Bristol. Civil parish hade 54 194 invånare år 1891. Byn nämndes i Domedagsboken (Domesday Book) år 1086, och kallades då Beiminstre.